# Erich Farthofer
Erich Farthofer (* 27. April 1951 in Wiehalm) ist ein ehemaliger österreichischer Politiker (SPÖ) und Bundesbahnbediensteter. Er war von 1986 bis 1999 Mitglied des Bundesrates, von 1995 bis 1996 Abgeordneter zum Europäischen Parlament und von 1999 bis 2003 Abgeordneter zum Landtag von Niederösterreich.

## Leben
Farthofer absolvierte nach dem Besuch der Pflichtschule eine Lehre als Maschinenschlosser und legte die Meisterprüfung ab. Er arbeitete als Lokomotivführer und engagierte sich von 1980 bis 1990 als Bezirkseinsatzleiter der Volkshilfe. Lokalpolitisch war er ab 1980 als geschäftsführender Gemeinderat in Schwarzenau aktiv, zwischen 1990 und 1995 wirkte er als Gemeinderat. Er war zudem ab 1983 SPÖ-Bezirksparteivorsitzender und ab 1990 Kammerrat der Arbeiterkammer Niederösterreich. Zudem engagierte er sich als Vorstandsmitglied der Volkshilfe Niederösterreich. Farthofer vertrat die SPÖ vom 15. Mai 1986 bis zum 21. Juni 1999 im Bundesrat, war vom 1. Jänner 1995 bis zum 11. November 1996 Abgeordneter zum Europäischen Parlament und danach vom 21. Juni 1999 bis zum 24. April 2003 Abgeordneter zum Niederösterreichischen Landtag.

## Auszeichnungen
- 1994: Großes Silbernes Ehrenzeichen für Verdienste um die Republik Österreich[1]